# Garfield County, Oklahoma
Garfield County är ett administrativt område i delstaten Oklahoma, USA, med 60 580 invånare. Den administrativa huvudorten (county seat) är Enid.

## Geografi
Enligt United States Census Bureau så har countyt en total area på 2 745 km². 2 741 km² av den arean är land och 4 km² är vatten.

### Angränsande countyn
- Grant County - nord
- Noble County - öst
- Logan County - sydost
- Kingfisher County - syd
- Major County - väst
- Alfalfa County - nordväst